# Комиссарова, Лидия Николаевна
Ли́дия Никола́евна Комисса́рова (30 ноября 1927, Москва — октябрь 2014, Москва) — советский и российский химик-неорганик, доктор химических наук (1970), профессор (2003), заслуженный химик Российской Федерации (2009).

## Биография
Родилась 17 июля 1927 года в Москве. Училась в средней школе в Басманном переулке (бывшей гимназии). В 1942-м году школа была эвакуирована, и 7 класс Л.Н. Комиссарова окончила экстерном. В школьные годы заинтересовалась химией, в частности химией радиоактивных редких элементов, вдохновившись работами Пьера Кюри и Марии Склодовской-Кюри.

При поступлении, по совету матери, Л.Н.Комиссарова ходила на ознакомление в первый и второй медицинский институты, а также на химический факультет МГУ им. М.В.Ломоносова, но выбрала МИТХТ, так как это был единственный институт, в котором была кафедра редких элементов.

В институте стала заниматься исследовательской работой, на 3-м курсе выбрала основным направлением неорганическую химию и начала научную деятельность на кафедре редкоземельных элементов. Л.Н.Комиссарова была старостой своей учебной группы и, с 4-го курса, членом профкома.
В 1950-м году окончила физико-химический факультет Московского института тонкой химической технологии им. М.В. Ломоносова по специальности физическая химия. Учась в аспирантуре, работала на полставки инженера, была секретарём кафедры. Доцент Павел Сергеевич Кидняков, первый учитель Л.Н.Комиссаровой, предложил ей самой выбирать тему диссертации и порекомендовал встретиться с заместителем директора по научной работе ГИРедМета Сажиным Н.П., который рассказал о широком фронте работ в атомной промышленности по отделению циркония от гафния, методам их разделения и была посвящена кандидатская работа Л.Н.Комиссаровой.

После защиты диссертации (1953) была распределена в МИТХТ, но, ввиду отсутствия рабочих мест, была перераспределена в МГУ, где декан Новосёлова А.В. направила её на работу к заведующему кафедрой неорганической химии Спицину В.И..
 Здесь она работала доцентом (1959), ведущим научным сотрудником (1987), профессором (2003), в 1955-1966 была  заместителем заведующего кафедрой неорганической химии.

## Научные исследования
В период научной деятельности Л.Н. Комиссаровой при её участии было опубликовано более 450 научных работ в научных журналах, получен ряд патентов и авторских свидетельств, выпущено несколько монографий. Л.Н. Комиссарова участвовала в выпуске некоторых сборников переводных статей, в частности, в роли редактора, входила в состав авторских коллективов большой и малой химических энциклопедий, физических и химических энциклопедических словарей, публиковала статьи в Краткой химической энциклопедии, Физическом энциклопедическом словаре, Большой советской энциклопедии, Большой российской энциклопедии, химическом энциклопедическом словаре.

Организовала целевую лабораторию по работе с цирконием и гафнием, связанную с внедрением разработок на соответствующие предприятия.
Была членом редколлегии журнала «Координационная химия», Национального комитета по термическому анализу (председатель секции центрального региона 1970-2000), диссертационного совета при МГУ им. М.В.Ломоносова (1969-2001), научного совета РАН по проблеме «Керамические и другие неметаллические материалы» (1970-2000), диссертационных советов при Государственном научно-исследовательском институте химических реактивов и особо чистых веществ (1970-2014).
За многолетний труд имела благодарности Декана Химического факультета, Ректора МГУ, Министерства Общего и Профессионального Образования Российской Федерации. За систематические и многоплановые исследования в области физико-химического анализа награждена почётной медалью РАН им. Н.С. Курнакова (2000).

Заслуженный химик РФ (2009)
В исследовательской деятельности Л.Н. Комиссаровой можно выделить следующие циклы работ:

### Исследования в области химии соединений циркония и гафния (1954-1975)
Продолжая тему кандидатской диссертации, Л.Н. Комиссарова продолжила исследования химии циркония и гафния, создав физико-химические основы новых методов их разделения. В цикле также участвовали работы о свойствах отдельных групп соединений, гетерогенных систем, и, в том числе, работы по аналитической химии. Полученные в этом цикле работ результаты были использованы на предприятии п/я А-1997.

#### Цикл работ по применению математических методов в химии (1964-1975)
На базе исследований в области химии соединений циркония и гафния были опробованы и описаны математические методы планирования и статистической обработки эксперимента в химии.
В период проведения этого цикла исследований при активном участии Л.Н. Комиссаровой были созданы отраслевая лаборатория (1956) и лаборатория «химической кибернетики» (1964).
Результаты цикла были использованы и внедрены на опытном заводе ЦНИИ «Агат» предприятия п/я А-1216.

### Исследования в области химии соединений скандия (1955-1990)
Фундаментальные исследования в области химии скандия были осложнены отсутствием в СССР необходимого сырья в достаточном количестве. Небольшие количества оксида скандия были привезены В.И. Спицыным из Чехословакии. Количественно скандий Л.Н.Комиссарова с коллегами получали в Подольске из сырья, которое шло в переработку на извлечение редких элементов и, в течение трёх лет, на Новосибирском заводе по производству олова из отходов переработки чешских вольфрамовосодержащих руд. Разработанные коллективом под её руководством оригинальные технологии извлечения скандия из различного сырья были использованы на предприятиях «Оловозавод» (Новосибирск), Опытный завод ГИРедМета (Подольск). В частности, эти разработки помогли наладить производство скандия для нужд отечественной промышленности.
Пионерские исследования Л.Н.Комиссаровой в области химии неорганических соединений скандия, получившие мировое признание, впоследствии были обобщены в монографии учёной, а ряд полученных и исследованных в цикле соединений нашли своё применение в спецтехнике предприятия п/я М-5411.

### Исследования гетерометаллических соединений трёхвалентных катионов (1970-2007)
В этом цикле работ проводились фундаментальные исследования сложных оксидов (формулы [A][B][C]O4), сложных фосфатов, ванадатов и арсенатов трёхвалентных катионов (Sc, Y, La-Lu, In, Fe и др.). Исследования проводились по Договору о научно-техническом сотрудничестве между МГУ им. М.В. Ломоносова и Институтом Технологии электронных материалов в Варшаве (1992-2004).
На основе сложных оксидов РЗЭ были созданы подложки с оптимальными характеристиками для различных электронных материалов. На основе сложных фосфатов получены высокотемпературные связующие, а также сенсоры, люминофоры, протонные проводники и др. Высокотемпературные связующие внедрены на предприятии п/я А-1147, п/я М-5539.

### Разработка схемы комплексной переработки апатита (1985-2007)
Под руководством Л. Н. Комиссаровой производилась разработка экологически чистого процесса комплексного извлечения ценных компонентов из апатита. Впервые была предложена технологическая схема комплексной переработки апатита со степенью использования сырья 96 %. Она была представлена на международной выставке «Химия 2007» (Москва). Приоритет по технологическим разработкам подтверждён выданными патентами и авторскими свидетельствами.

### Исследования сложных фосфатов и ванадатов трёхвалентных катионов (2008-2012)
Продолжением цикла работ по исследованию сложных фосфатов и ванадатов (1970-2007) стали фундаментальные исследования более широкого спектра соединений. В зависимости от состава образующихся соединений и твёрдых растворах на их основе сочетались различные M3+ - катионы (Sc3+, Ln3+, In3+, Bi3+, Fe3+, Cr3+) и ЭО4n- - анионы (PO43-, VO43-, NbO43-, MoO42-, WO42-, ReO4-), а также M+ - катионы (Li+, Na+, K+, Rb+ и Ag+) и M2+ - катионы (Mg2+, Ca2+, Sr2+, Ba2+).
Л.Н. Коммисаровой с коллегами была выявлена определённая закономерность в изменении структуры и свойств соединений таких, как ионная проводимость и люминесценция.

## Педагогическая деятельность
C 1954-го по 1970-й год Л.Н. Комиссарова работала в должности ассистента и доцента кафедры неорганической химии и проводила практические и семинарские занятия по курсу «Неорганическая химия» в основном практикуме для студентов 1 курса химического факультета МГУ.
Подготовила программы и читала курсы лекций: «Химия соединений скандия», «Методы синтеза и очистки неорганических соединений», «Химия соединений циркония и гафния», «Статистические методы в химии». Последний курс был прочитан в Карловом университете в Праге.
Л.Н. Комиссарова – соавтор программы практикума и сборника методических разработок «Методы синтеза и очистки неорганических соединений», сборника программ спецкурсов и спецпрактикумов по специализации «неорганическая химия». Под её редакцией вышел перевод монографии Г. Лукс «Экспериментальные методы в неорганической химии»
Под руководством Л.Н. Комиссаровой подготовлены и защищены 54 кандидатские диссертации и свыше 130 дипломных работ. Ученики Л.Н. Комиссаровой работают в высших учебных заведениях, отраслевых НИИ, институте патентной экспертизы, институтах РАН и на предприятиях химической промышленности.

## Роль в создании лаборатории химической кибернетики
В 1966-м году при активном участии В. В. Налимова, Л.Н. Комиссаровой, Ю.В. Грановского и поддержке академика В.И. Спицына была создана проблемная лаборатория химической кибернетики. Основной её целью было исследование методических вопросов по применению методов планирования и статистической обработки результатов в различных областях химии и решении прикладных задач. Исследования выполнялись на объектах лаборатории химии редких элементов с участием сотрудников этой лаборатории, с привлечением выпускников механико-математического факультета МГУ.
Исследования методов планирования эксперимента были начаты в лаборатории химии редких элементов в 1961 году именно по инициативе Л.Н. Комиссаровой, а позже получили своё развитие в областях статистики и программирования. Систематические исследования позволили развить новую методологическую концепцию планирования эксперимента по оптимизации сложных многофакторных химических задач и технологических процессов.
В 1973-ом году по инициативе заведующего кафедрой В.И. Спицына, лаборатория химической кибернетики была выведена из состава кафедры неорганической химии, её тематика претерпела изменения. C 2020-го года лаборатория находится в составе лаборатории квантовой химии и молекулярного моделирования.